# Anne Coffinier
 (juillet 2025).
Anne Coffinier, née en 1974, est une diplomate française en disponibilité et une responsable associative. Elle a fondé l'association Créer son école ainsi que la Fondation Kairos pour l'innovation éducative. Elle a également présidé la Fondation pour l'école de 2008 à 2010, puis en a été directrice générale de 2010 à septembre 2019 de la Fondation pour l'école.

## Biographie

### Jeunesse
Née Barry le 13 novembre 1974 à Bordeaux, fille d'un antiquaire, Anne Coffinier grandit à Manosque et fait toute sa scolarité primaire, secondaire et supérieure dans l’enseignement public.

### Formation
Anne Coffinier fait sa classe préparatoire au lycée Louis-le-Grand à Paris.
Elle intègre l'École normale supérieure (section Lettres, promotion 1995), où elle étudie l'histoire et l'arabe en parallèle d'un cursus à l'Institut d’études politiques de Paris (section Service public, promotion 1998).
Motivée par les difficultés rencontrées par ses camarades normaliens affectés dans des établissements scolaires en zone d'éducation prioritaire, elle décide de préparer le concours d'entrée à l'École nationale d'administration avec l'objectif de contribuer à la réforme du système éducatif français. Cette démarche représente un risque financier considérable, l'École normale supérieure menaçant de suspendre son financement en cas d'échec.
Enceinte au moment des épreuves, elle ne peut participer aux tests sportifs obligatoires, ce qui la pénalise significativement dans le barème de notation. Elle échoue finalement au concours avec un écart minimal. Malgré les conseils du président du jury qui l'encourage à contester le règlement devant le Conseil d'État, elle choisit de ne pas engager de recours. L'année suivante, alors jeune mère, elle prépare le concours chez elle et intègre l'ENA (Promotion Copernic (2000-2002).

### Vie personnelle
Elle est mariée et mère de quatre enfants. Elle pratique le piano et a été organiste d'église de 11 à 17 ans.
Elle se revendique, comme son père, de l'anarchisme de droite et est revenue à la foi catholique durant ses études à l'ENA.

## Carrière

### Dans l'administration
En stage ENA à la préfecture de la Somme, elle doit organiser l'exfiltration du député Vincent Peillon, menacé par des chasseurs mécontents de sa circonscription . 
À sa sortie de l’ENA, elle choisit le corps de conseiller des affaires étrangères en tant que "rédactrice Afrique des grands lacs", à la Direction d’Afrique en s’occupant en particulier de l’opération militaire Artemis, en Ituri, en République démocratique du Congo. 
Pourtant, ses deux affectations au ministère des Affaires étrangères ne répondent pas à ses attentes professionnelles. Durant une période de convalescence liée à une tuberculose, elle développe "Créer son école", une plateforme internet destinée à accompagner la création d'établissements scolaires indépendants. Le succès rapide de cette initiative la convainc de la nécessité d'approfondir son engagement dans ce domaine. Elle obtient un congé sans solde pour se consacrer entièrement à ce projet, marquant ainsi sa transition vers le secteur de l'éducation alternative.

### Pour la liberté scolaire et l'éducation

#### L'association Créer son école
Elle fonde en 2004 l’association Créer son école (qu'elle préside depuis lors).
L'association est parfois décrite comme un réseau.
En 2007, elle fonde un Institut libre d’enseignement supérieur voué à la formation des professeurs des écoles primaires libres, l’Institut libre de formation des maîtres.

#### La Fondation pour l'école
De 2008 à 2010, elle fonde puis préside la Fondation pour l'école, fondation reconnue d’utilité publique.
De mai 2010 à septembre 2019, elle en assure la direction générale. Au sein de la Fondation pour l'école, elle mène une action publique de promotion de la liberté scolaire : liberté de fonder des écoles relevant d’une vision éducative et pédagogique différente de celle de l’Éducation nationale, liberté des parents de choisir l’école de leurs enfants, quels que soient leurs moyens financiers. Elle se prononce pour cela en faveur du développement d'actions éducatives diversifiées : écoles catholiques, écoles aux pédagogies différentes (Montessori, Freinet), écoles pour enfants à haut potentiel. Elle dénonce, pour le public, la carte scolaire obligatoire et, pour le privé, la pénurie de places dans le privé sous contrat due à une limitation réglementaire étatique.
Elle se prononce régulièrement dans la presse nationale sur les questions de réforme du système éducatif : pédagogies, liberté des programmes, liberté de création des écoles, chèque éducation. Elle y a défendu aussi la liberté d'instruction en famille, qu'elle juge indissociable de la liberté d'enseignement,,.
Le 9 septembre 2019, parce qu’elle a dénoncé les dérives de gestion et de ligne stratégique de sa fondation abritée, Espérance banlieues, ainsi que différentes dérives de gestion de la Fondation pour l'école elle-même, Anne Coffinier est « mise à pied à titre conservatoire » puis licenciée,. Furent aussi en jeu des divergences de vue avec Eric Mestrallet sur la gestion et des différends stratégiques et philosophiques sur l'action de la Fondation et le rôle de l'État.
Anne Coffinier est qualifiée par Le Monde de « figure emblématique de la liberté scolaire ». En Écosse, lors de la Manif pour tous, les militants sont venus la chercher et elle s'engage, en 2013, pour « la défense de l'altérité sexuelle dans les manuels scolaires face à la théorie du genre » dans le cadre de l'université d'été de la Manif pour tous.

## Prises de position

### Sur le rôle de l'école
Elle conteste la volonté affichée du ministère de l'Éducation de "s'appuyer sur la jeunesse pour changer les mentalités", y voyant une instrumentalisation de l'enseignement.

### Théorie du genre
Elle s'oppose à l'intégration de ces théories dans l'enseignement, défendant ce qu'elle appelle "l'altérité sexuelle" dans les manuels scolaires. Elle critique l'approche qu'elle qualifie de "relativiste".

### Demande d'une commission d'enquête sur les modalités du baccalauréat
Depuis 2022, elle souligne une inégalité de traitement entre les élèves des établissements hors contrat et ceux relevant d'autres modalités de scolarisation, notamment en ce qui concerne l'accès au contrôle continu lors des examens nationaux. Elle estime que les élèves du hors contrat devraient bénéficier des mêmes conditions d'évaluation que les autres, citant en exemple les élèves du CNED qui, bien qu'accompagnés à domicile, profitent du contrôle continu. Elle signale également des incidents tels que la fermeture d’établissements à l’arrivée des élèves, l’absence ou le manque d’information des examinateurs, ainsi que des erreurs dans la distribution des sujets.

### Instruction à domicile
Anne Coffinier  a réagi aux annonces gouvernementales concernant la restriction de l'instruction à domicile dans le cadre de la loi sur le séparatisme. Elle a déclaré vouloir "attendre de voir les textes" tout en soulignant que l'enseignement à domicile ne serait plus un droit automatique mais nécessiterait une justification.
Coffinier a exprimé ses préoccupations quant à la complexité administrative de la mesure, la qualifiant de potentielle "usine à gaz". Elle a anticipé une possible augmentation des certificats médicaux de complaisance et s'est interrogée sur la gestion de situations particulières, notamment les familles rurales éloignées des établissements scolaires ou les enfants en difficulté dans le système traditionnel.
Cette réaction s'inscrit dans le contexte d'une mesure gouvernementale visant à encadrer l'instruction à domicile, qui concernait alors environ 50 000 enfants français, avec des exceptions prévues pour les enfants malades, handicapés, les familles itinérantes et les sportifs de haut niveau.

## Controverses

### Achat d'une arme de collection
En décembre 2023, le journal Mediapart révèle que la DGSI a réalisé plusieurs perquisitions le 14 novembre 2023 dans le cadre d'une enquête visant un trafiquant d’armes d'extrême droite. Elle confirme avoir acheté « une petite arme de collection du début du XXe siècle, hors d’état de fonctionner, destinée à être mise dans un sac à main de femme, couverte partiellement de chatterton et dont un petit clou dépassait » qu'elle dit avoir ensuite renvoyée au vendeur.

### Plainte pour violences conjugales
La Lettre rapporte qu'Anne Coffinier fait l'objet d'une plainte dans le cadre d'une relation extraconjugale. De son côté, elle a annoncé déposer plainte pour diffamations et dénonciations calomnieuses.

## Publications

### Ouvrages
- Collectif, Pour que la France revive !, Paris, Liberté Politique, 2017, 250 p. (ISBN 979-1096113033)
- Collectif, Les plus belles poésies françaises pour les écoliers, Paris, Criterion, 2018, 96 p. (ISBN 978-2741302346)
- Avec Pierre-Hugues Barré, Réussir son inspection : Guide pratique à l’usage des directeurs d’établissements scolaires privés hors contrat, Paris, Educ' France, 2020, 92 p. (ISBN 979-8677527517)
- Avec Guyonne de Lagarde, Réussir son inspection, Paris, 2023, 95 p. (ISBN 979-8386030070)

### Préface
- Agnès Daubricourt, Jeux d'éveil à l'écriture : 130 activités préparatoires à partir de 2 ans, 2011, 160 p., préface d'Anne Coffinier.